# Tadashi Iijima
Tadashi Iijima (飯島 正 Iijima Tadashi?, n. 5 martie 1902, Tokyo⁠(d), Tōkyō, Japonia – d. 5 ianuarie 1996) a fost un critic de film și scenarist japonez. El a fost numit „un lider și un fondator al criticii de film și cercetării cinematografice din Japonia”.

## Carieră
După absolvirea Școlii Medii Prefecturale nr. 1 din Tokyo (în prezent Liceul Hibiya), a urmat cursurile Liceului nr. 3 (care a devenit ulterior parte componentă a Universității din Kyoto), unde a fost coleg de cameră de internat cu viitorul scriitor Motojiro Kajii. Iijima a început să publice articole de critică de film în paginile revistei Kinema Junpō încă din 1922, chiar înainte de a absolvi studiile de literatură franceză de la Universitatea din Tokyo în 1929. A debutat editorial în 1928 cu lucrarea Shinema no ABC („ABC-ul cinematografiei”), care a inclus atât propriile sale studii teoretice și recenzii critice, cât și traduceri din studiile franceze de teorie cinematografică. Avea cunoștințe lingvistice, literare și cinematografice bogate și a scris numeroase cărți într-o carieră întinsă pe durata a aproape 70 de ani. În plus față de critica de film, a contribuit la editarea unor reviste literare și a publicat romane, poezii și piese de teatru. El a scris chiar și scenarii pentru seriale de televiziune în anii de început ai televiziunii. Gama sa de interese a fost largă, deoarece a studiat până și limba maghiară.
A început să predea teorie cinematografică încă din anii 1930, transformând-o într-o disciplină științifică de studii distinctă. A fost cooptat în colectivul profesoral al Universității Waseda în 1946 și a fost promovat la gradul de profesor universitar în 1957. Studiul Zen'ei eiga riron to zen'ei geijutsu („Teoria artei avangardiste și a filmului avangardist”), pe care l-a scris în anii 1960 și l-a publicat în 1971, a fost distins cu Premiul Ministerului Culturii și i-a adus titlul de doctor în litere al Universității Waseda. În anii 1970 a publicat un studiu academic cu privire la stilul cinematografic al Noului Val Francez.

## Premii
Iijima a primit premiul Geijutsu Senshō pentru critică al Ministrului Educației, Științei, Sportului și Culturii în 1970. În 1993 a fost distins cu cel de-al 11-lea premiu Kawakita, iar la ediția a 50-a a Premiilor cinematografice Mainichi a obținut un premiu special postum pentru contribuția sa în domeniul criticii de film.

## Legături externe
- Iijima Tadashi, Terebi Dorama Dētabēsu